# Annie Montague Alexander
Annie Montague Alexander (Honolulu, 29 de diciembre de 1867 - Oakland, California, 10 de diciembre de 1950). Fue una estadounidense filántropa y paleontóloga, que organizó el Museum of Vertebrate Zoology y el Museum of Paleontology de la Universidad de California en Berkeley), financiando sus colecciones así como una serie de expediciones paleontológicas, por el oeste de los Estados Unidos a finales del siglo XX. Participó en muchas de estas expediciones y consiguió reunir una importante colección de fósiles y animales exóticos.

## Biografía
Creció en la plantación familliar de caña de azúcar en Maui. En 1882, su familia se instaló en Oakland (California) donde realizó sus estudios secundarios. Su padre, Samuel Thomas Alexander, era un apasionado por la historia natural y viajaba mucho acompañado por su hija. Así es como Annie Alexander viajó a Europa, Hong Kong, China, Java, a las islas Samoa, a las islas Marquesas, Nueva Zelanda y África. Fue entonces cuando comenzó la colección de varios fósiles. Alexander se fascinó por la paleontología al asistir a una conferencia en 1900 dada por el profesor Clinton Hart Merriam (1855-1942), director del departamento de investigación biológica en Washington. Ella le explicó su idea de fundar un grand museo en el lado oeste y Merriam y el profesor la anima y aconseja ir a Alaska. Desde abril hasta agosto de 1907 financió y dirigió un viaje a Alaska donde reunió una gran colección de aves y mamíferos. Con ello constituyó el principio de la colección del Museum of Vertebrate Zoology. El proyecto adelantó con rapidez y Joseph Grinnell fue contratado como director en 1908 hasta su fallecimiento en 1939.
Alexander contribuyó toda su vida a sostener la actividad del museo, tanto económicamente como participando en la actividad de la institución. Junto con su compañera de cuarenta y dos años Louise Kellogg, entre otras actividades establecieron una granja de trabajo conjunta de cultivo de espárragos que se vendieron por todo el país, lo que les permitió seguir con la financiación de expediciones. Falleció de un derrame cerebral el 10 de diciembre de 1950, sus cenizas fueron enterradas en un cementerio con vistas a su casa de la infancia en Maui.
Al menos diecisiete especies de plantas y animales tienen sus nombres científicos en su honor (como Hydrotherosaurus alexandrae y Anniealexandria) y varios otros tienen el nombre de Kewllog. El Lago Alexander en Alaska tiene también su nombre.